# Geben

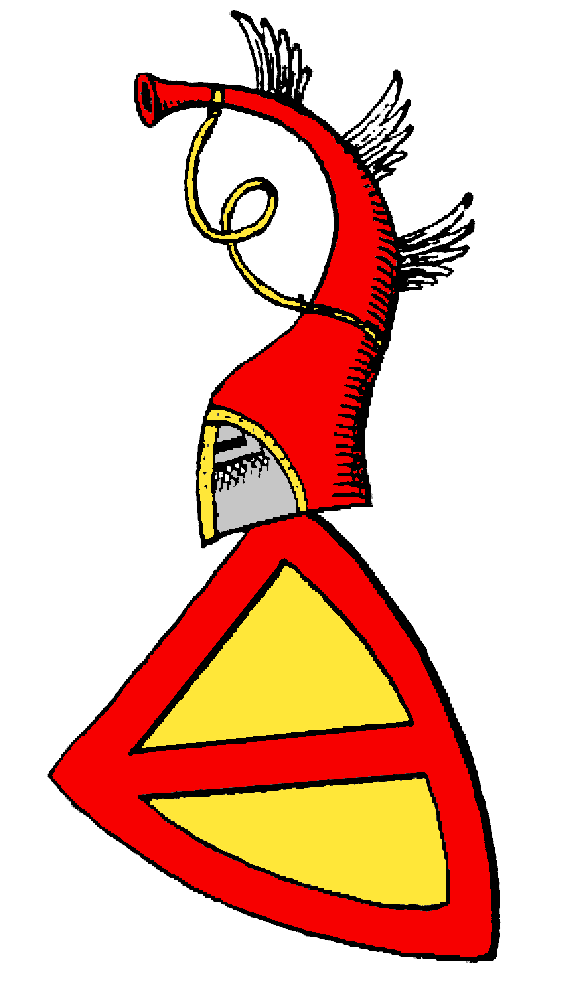
Stammwappen der Geben-Schüser

Die Herren Geben sind ein altes und weit verzweigtes süddeutsches Adelsgeschlecht, welches mit zahlreichen Nebenlinien in Freiburg im Breisgau ansässig war. Die Herren Geben sind eine Nebenlinie der Herren von Rothenburg und sind Stammes- und Wappengenossen der Herren Meyer-Niessen.
Durch die Belehnung mit Reichslehen, die beim Aussterben der Herzöge von Zähringen ans Reich heimgefallen waren, hatten die Herren Geben ihre Steuern nicht dem Grafen, sondern unmittelbar dem Kaiser zu entrichten. Dadurch nahmen sie unter dem Freiburger Adel eine bevorrechtete Stellung ein.

## Hintergrund

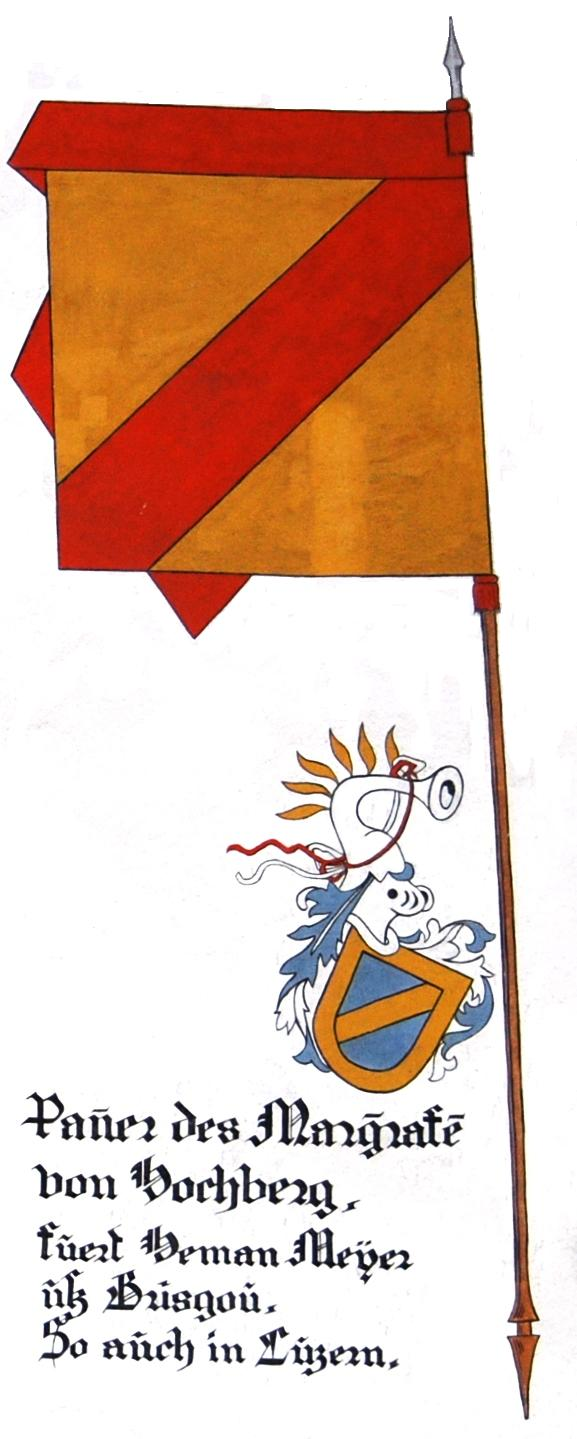
Schlachtbanner des Markgrafen von Baden bei der Schlacht bei Sempach und Wappen dessen Bannerträgers Henman Meyer-Niessen (Stammes- und Wappengenossen der Herren Geben)

Das Geschlecht der Geben, Stammes- und Wappengenossen des Adelsgeschlechts Meyer-Niessen ist eines der ältesten Freiburger Adelsgeschlechter. Über dieses Geschlecht existiert umfangreiches Urkundenmaterial, das jedoch wegen fehlender beziehungsweise stets wiederkehrender Vornamen eine exakte Zuordnung bislang nicht ermöglicht.
In einer Urkunde die im Januar 1220 in Hagenau ausgestellt wurde, bestätigt Kaiser Friedrich II. die Urkunde des Würzburger Bischofs Otto über den Teilungsvertrag der Herren von Hohenlohe tritt der Stammvater der Herren Geben, Heinrich von Rothenburg, Küchenmeister des Königs, im Umfeld des süddeutschen Hochadels hervor. Die Herren von Hohenlohe waren durch Heirat mit den Grafen von Stühlingen verwandt aus denen wiederum die Herren von Toggenburg hervorgingen. Die Nähe der alten Rothenburgischen Stammburg Burg Nordenberg bei Uffenheim zur Hohenlohischen Stammburg Burg Hohlach lässt ein Verwandtschaftsverhältnis der beiden Familien vermuten. In der besagten Urkunde werden genannt: „Huius rei testes sunt Hermannus marchio de Baden, comes Sibertus de Werda, comes Heinricus filius eius, Cunradus burgravius de Nurenberc, Gerlachus de Butingen, Rainaldus dux Spoleti, Rudolfus advocatus de Raprehtiswilare, Rudolfus de Husinberc, Anselhelmus de Raboldestein, Cuno de Tiuffen (von Tiefenstein), Cunradus pincerna de Scipfa (Schenken von Schüpf), Berengerus frater eius, Rudolfus de Razinhusin, Cunradus de Werda, Heinricus magister coquine de Rotenburc et alii quam plures.“ Der Sohn des Küchenmeister Heinrich von Rothenburg, Gebino, ist der Begründer der Freiburger Linie. Heinrich von Rothenburg wird am 8. August 1224 als erster Zeuge einer Urkunde genannt worin Cölestinus (Celestin), der Abt des Schottenkloster Würzburg, eine Schenkung, welche Albert von Arra dem Kloster bei seiner letzten Ölung überließ. Eine Tochter oder Enkelin dieses Albert von Arra war mit Geben von Freiburg verheiratet, was die Abstammungsthese der Freiburger Geben von J. P. J. Gewins zu bestätigen scheint. Erste urkundliche Erwähnung des im Raum Freiburg ansässigen Geschlechts ist 1236 die Nennung der Zeugen „Gebene et frates sui“ in einer in Mühlhausen ausgestellten Urkunde. Einer seiner Brüder war der Nürnberger Mundschenk Heinrich II. von Rothenburg der durch die Heirat mit Getrud de Lapide (vom Stein) als Stammvater der Schenken von Schenkenstein angesehen werden darf. Nach der Erstnennung der Freiburger Linie folgte die Nennung eines „Herrn Geben“ als Freiburger Ratsmitglied, weiter „der alte Geben“ in den Jahren 1280 und 1286 und sein Bruder Konrad Geben (1280, 1318), seit 1292 als „Herr“ bezeichnet, und „der grosse Geben“ 1320. Ob der 1335 in einer Verkaufsurkunde des Klosters Selden genannte „Cünze Geben“ identisch mit dem vorgenannten Konrad Geben ist, muss offenbleiben. Ob eine Verwandtschaft zu Gebino, dem Verfasser der Chronik des Klosters Petershausen bestand, ist nicht zu belegen.
Nach Bader wurden die Herren Geben im 13. Jahrhundert neben anderen Adelsgeschlechtern mit dem Meieramt im Simonswald belehnt.

## Herkunft
Der Historiker J. P. J. Gewin erkennt eine Abstammung des in Freiburg ansässigen Adelsgeschlechts Geben vom Kaiserlichen Küchenmeister der Herzöge von Schwaben, Heinrich I. von Rothenburg (1189–1228), den er als Stammvater der Linien von Rothenburg und Gebin, Geben, Gewin in Rothenburg, Freiburg, Heilbronn, und der bayrischen Oberpfalz bezeichnet. Dessen Vater war Dietmar II. genannt Gebeno (1147–1189), Sohn des Gebeno von Thulbach (1130–1165), ein Geschlecht, welches aus den Robertinern hervorging. In der Zeit zwischen 1216 und 1236 war im nahegelegenen Kloster Murbach ein Hugo von Rothenburg Abt des Konventa und Erbauer der Burg Hugstein, der wohl diesem Geschlecht zugeordnet werden darf. Die Stifterin der Franziskanerkirche in Luzern, Gutta von Rothenburg (wohl geborene von Weinsberg), war die Ehefrau des kaiserlichen Küchenmeisters Heinrich I. von Rothenburg, der als Stammvater der Herren Geben in Freiburg angesehen wird.
Ob und inwiefern der am 6. Mai 1111 in einer Schenkungsurkunde des Trudewin von Griesbach an das Kloster Allerheiligen in Schaffhausen genannte Gebino hier zugeordnet werden kann, ist offen. In dieser Urkunde heißt es in der Zeugenreihe am Schluss: „Adelbertus comes de Morisberk“, „advocatus predicti monasterii, hanc donationem suscepit. Eberhardus de Mezzingen“ „Eberhardus filius eius. Werinherus de Chilicheim“, „Hartmot de Wancheim“, „Walicho de Tanneggi“, „Bertoldus frater eius. Gebino frater ipsius.“ Laut Gewin bestand durch Heirat Cunrats von Rothenburg ein verwandtschaftliches Verhältnis zu den Herren von Griesbach, doch dies war mehr als 100 Jahre später. Wahrscheinlich handelt es sich bei diesem Gebeno († 1156) um den späteren Abt Gebeno des Klosters Wagenhausen, welches zusammen mit dem Kloster St. Fides Grafenhausen von Abt Siegfried des Klosters Allerheiligen in Schaffhausen, gegründet wurde.

## Sitz

Umkirch – Links das alte Schloss der Herren Geben

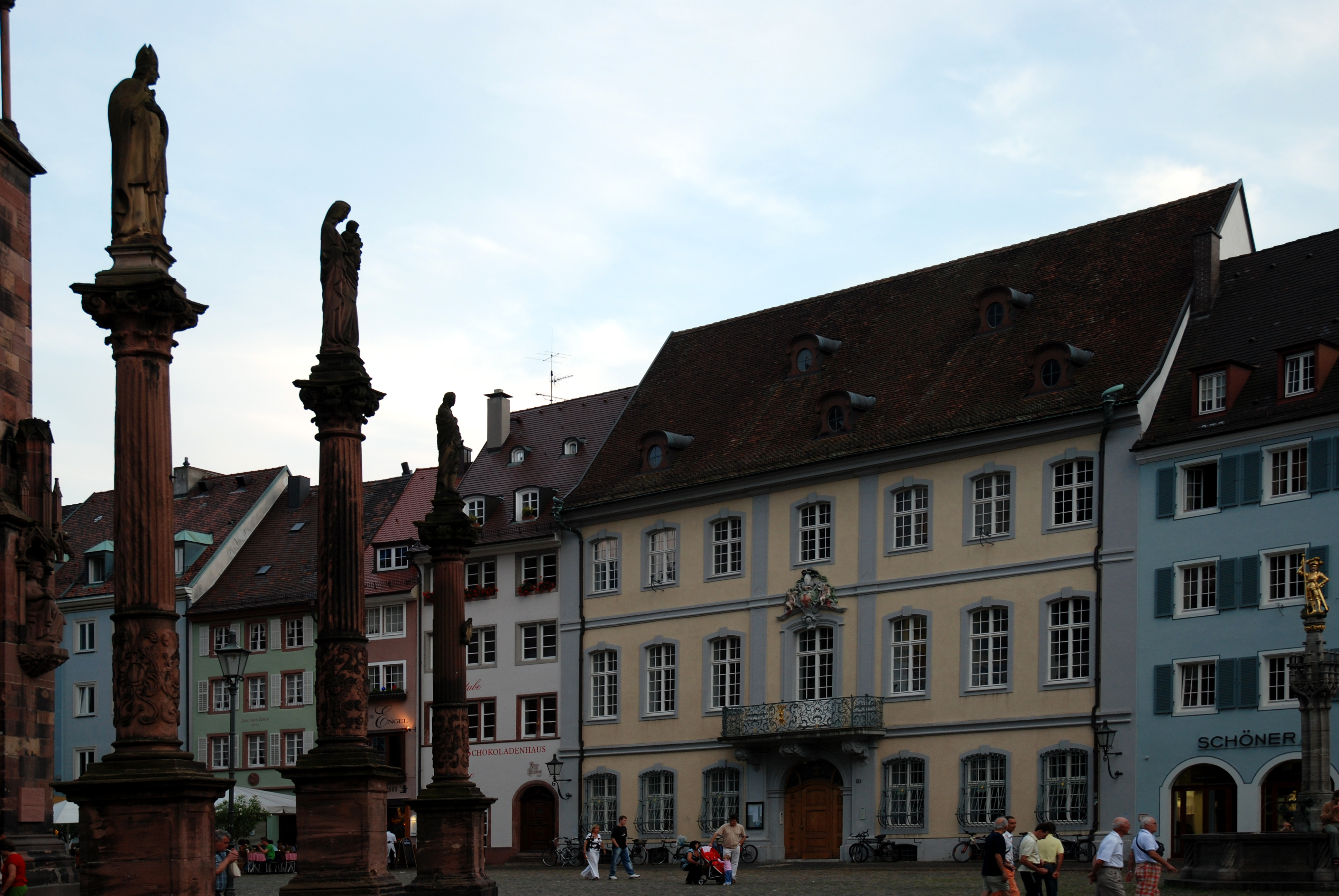
Haus Zum Ritter

Das Geschlecht der Geben hatte seinen Stammsitz im Wasserschloss in Umkirch. Später ging dieses an die Pfalzgrafen von Tübingen und an die Herren zu Lichteneck über, bevor es die Herren von Kageneck (Adelsgeschlecht) erwarben. Diese ließen in der Zeit zwischen 1743 und 1744 das mittlerweile baufällig gewordene Wasserschloss abbrechen und an dessen Stelle ein neues Schlösschen im Herrenhausstil errichten. Dieses Schloss ist unter dem Namen Schloss Hohenzollern bekannt und bis heute erhalten.
Neben dem Wasserschloss in Umkirch besaßen die Herren Geben auch Häuser in der Stadt Freiburg. Dank einer Urkunde über die Stiftung der Adelheid Schlüchin Pfründe vom 31. Oktober 1373 ist die genaue Lage eines dieser Häuser bekannt. Dabei handelt es sich um das Haus des bei der Schlacht bei Sempach gefallenen Ritters Leutfrit (Geben-)Schüser. In der Urkunde heißt es: „...ab einem huse, heisset zem Langen, ist gelegen uf dem kilchhof ze Friburg in der alten statt zwischen herrn Luitfrides Schuisers eins ritters huse und dem huse zem Juden….“ Mit „kilchhof“ dürfte der heutige Münsterplatz gemeint sein, somit war es wahrscheinlich eines der drei älteren Häuser, welche 1756 von der Gesellschaft Zum Ritter abgebrochen wurde, die an dieser Stelle das repräsentative Haus Zum Ritter errichteten.
Das Gebäude befand sich an der Südseite des Münsterplatzes rechts neben dem alten Kaufhaus in exklusiver Lage, was für den einstigen Reichtum der Familie spricht.
Nachkommen der Nebenlinie Geben-Schüser leben unter dem heute üblich gewordenen Familiennamen Schäfer im Gebiet der ehemaligen Grafschaft Hauenstein. Auch Teile des ehemaligen Rittergutes Cronheim sind heute im Besitz dieser Nebenlinie.

## Wappen
Die Geben führten im rot gerandeten goldenen Schild einen roten Schrägrechtsbalken. Als Helmzimier führte die Linie der Schüser ein mit drei wachsenden Flügen bestecktes Hifthorn mit Fessel. Das Wappen der Herren Geben befindet sich am dritten Pfeiler auf der Nordseite gegen Osten auf einem Tragstein im Freiburger Münster.

## Linien der Herren Geben
Maurer vertritt die Ansicht, dass sich das Adelsgeschlecht Geben von den Kaufleuten der Stadt Freiburg herausgebildet hat. Er nennt als Beispiel für seine Theorie zwei Ratsmitglieder: den Zollner Rudolf und den 1220 genannten Münzmeister Johannes, den Stammherrn der adligen Familie Geben, welche sich im 14. Jahrhundert in die Nebenlinien Blageben, Schüser, Baner, Müller-Geben, und Sigstein teilte. Er begründet seine Theorie damit, „dass im Jahr 1384 Henni Blageben und Hartmann Baner Geben noch zu den Kaufleuten gezählt wurden“. Dass zwischen der Erstnennung 1220 und seinem Beispiel mehr als 160 Jahre liegen, übergeht er ebenso wie den Umstand, dass zahlreiche urkundliche Hinweise die Mitglieder der Familie Geben schon lange vor dieser Zeit mit den Adelszusätzen „Ritter“ oder „Edelknecht“ erwähnen.

### Nebenlinie Müller-Geben

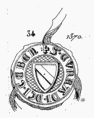
Siegel Konrad Geben

Als Begründer dieser Linie gilt Konrad Müller-Geben. Erstmals wird er 1297 als Bürge eines Verkaufs einer Wiese in Teningen des Ritters „Rudolf der Turner“ genannt. Danach folgen Nennungen in den Jahren 1302 und 1319. Er war verheiratet mit einer Margarethe (Turner?), welche nach seinem Tode 1331 die Güter in Endingen verkaufte. Margarethe starb nur kurze Zeit darauf am 28. Februar 1333. Sie wurde im Kloster Tennenbach beigesetzt, wo ihr Grabstein bis heute erhalten ist. Gemeinsam hatten sie den Sohn Rudolf Müller-Geben, der Münzmeister in Freiburg war und urkundlich von 1316 bis 1348 in Erscheinung trat. Ab 1342 wird er in den Urkunden als „Herr“ bezeichnet. Verheiratet war er mit einer Schwester des Johannes Stroeffer aus dem Freiburger Adelsgeschlecht Aetscher. Gemeinsam hatten sie die zwei Söhne Geben (ohne Vornamen) und Stephan Geben, die ihrerseits ab 1345 urkundlich in Erscheinung traten. Stephan, der 1351 als Ritter bezeichnet wurde, besaß ein Lehen des Klosters Waldkirch und war im Jahre 1364 Schultheiß von Freiburg. 1378 wurde er als Ratsmitglied erwähnt. Er führte den Beinamen Münzmeister und starb 1389. Stephans Sohn Heinrich Geben empfing 1389 die reichenauischen Lehen seines verstorbenen Vetters Petermann Geben in Mengen, möglicherweise jene, welche der Edelknecht Heinzmann Turner 1359 erhielt. Diese Lehen gaben er und sein Bruder Stephan zugunsten ihrer Schwester Else Gebin und deren Gatten Gerhard von Krotzingen auf. Stephan war 1400 Prior im Kloster St. Ulrich. Da dessen Siegel Geben und Degelin zeigt, gehörte deren Mutter wahrscheinlich diesem Geschlecht an.
Das Siegel eines Müller-Geben zeigt im Schild einen mit einer Rose belegten Pfahl.
Burkard Geben wird als Vetter desjenigen (Johannes) bezeichnet, der mit der Tochter des Egenolf Küchlin aus einem ebenfalls sehr alten freiburgischen Adelsgeschlecht verheiratet war. Burkard war mit einer Gerina verheiratet, die 1345 als Witwe bezeichnet wurde. Burkard trug wohl ebenfalls den Namenszusatz Meinwart. Aus dieser Ehe gingen die Kinder Burkard (1345, 1349), Elsbeth (1349), Ehefrau des Wilhelm von Brinsbach (von Prinzbach bei Lahr), und Konrad hervor, der mit Else N. verheiratet war.

### Nebenlinie Geben-Münzmeister
Zusätzlich zu den zahlreichen Beinamen kommt in verschiedenen Nebenlinien auch der Zusatz Münzmeister vor. Dieser Beiname tritt häufig auch ohne den Zusatz „Geben“ auf, was eine klare Zuordnung zu den verschiedenen Linien nahezu unmöglich macht. 1451 trat als Mitglied der Freiburger Gesellschaft zum Gauch ein Cunrat Münzmeister auf, der 1457 zusammen mit seiner Ehefrau Else Griesser als Satzbürger von Freiburg aufgenommen wurde und dadurch zahlreiche Privilegien erhielt.

### Nebenlinie Geben-Lüllech

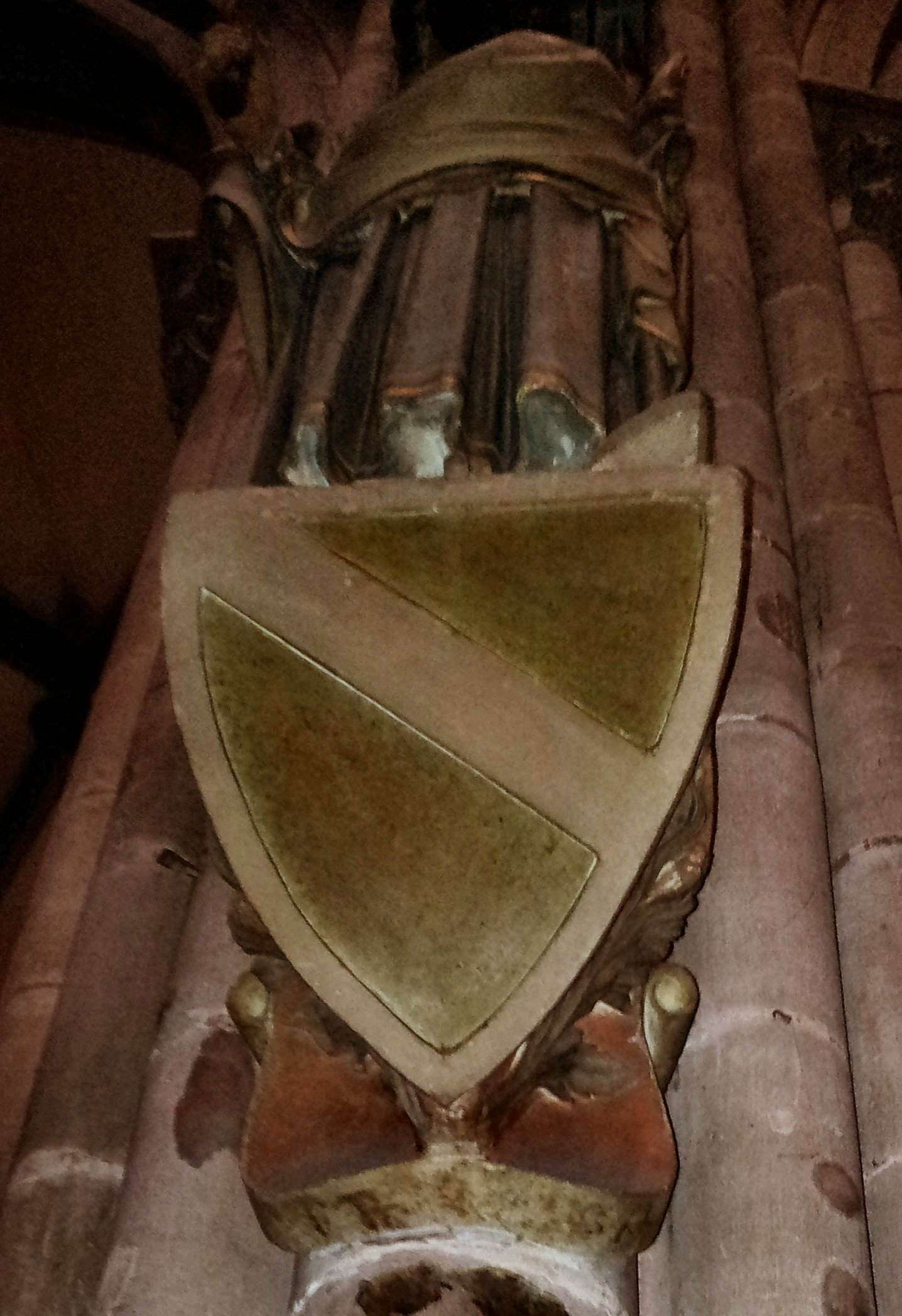
Stammwappen der Herren Geben im Freiburger Münster

Eine Nebenlinie der Herren von Geben nannte sich mit dem Übernamen Luellech. Auch dies war ein ratsfähiges Geschlecht in Freiburg. Johans Lülche war 1286 Mitglied des Rats von Freiburg. Johannes der Lülleche (Lüllecher 1304, 1312; von Bondorf der Lülche 1307, der Lüleche Geben 1315) kaufte 1302 einen halben Hof in Denzlingen, wo seine Familie später ansehnlichen Besitz erwarb. Er war 1303–1319 Ratsherr und starb am 17. Januar 1324. Er wurde im Kreuzgang des Klosters Güntherstal begraben. Verheiratet war er mit Guota von Urberg, die 1333 erwähnt wurde und am 12. April 1336 starb. Sie war die Nichte des Johannes von Urberg, Gründer und Prior des Klosters Oberried. Ihre Kinder waren:
- Johannes (genannt Lüleche, 1308 Geben genannt), Todestag 9. September[37] ⚭ Tochter des Egelolf Küchlin von Waldkirch[38]
- Friedrich, Fritsche, 1324, 1345 Ratsmitglied, 1345, 1361, saß statt des Schultheißen zu Gericht 1360, er starb an einem 16. Februar.[39] Die Angabe des Todestages 28. August 1374, welche Kindler von Knobloch angibt, muss sich demnach wohl auf seinen Sohn beziehen. Sein Siegel zeigt im gerandeten Schilde ein nach rechts gekehrtes Adlerbein.
- Rudolf, 1324, 1333, er starb am 10. Juli 1336[40]
- Oswald, 1324, 1333 († 5. Februar[41])
- Agnes, „todt 1336“
- Anna, 1333 nach dem Vornamen ihres Gatten „die Osweldin“ genannt, 1339, 1345. Sie war mit Oswald von Tottikofen verheiratet.
- Margaretha, Klosterfrau in Günterstal
- Elisabeth, wie ihre Schwester Klosterfrau in Güntherstal.

Ob die „erbar bescheiden frowe Margarethe, des Fritzschin Lülchen sei. des Krämers frowe, welche 1395.18.2. dem Johanniterhause in Freiburg vergabte“, die Witwe des obigen Friedrich war, erscheint fraglich.

### Nebenlinie Geben-Schüser

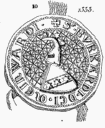
Siegel des Burkart Meinwart nahezu identisch dem des Johannes Schüser 1336

Die Beinamen Schüser (Schueder [1295], Schürer [1331], Schufer [1335] Tschuser, Zschüser) führte diese Linie häufig auch ohne den Stammnamen Geben. Aus welcher Linie diese Nebenlinie entstand, kann nicht eindeutig gesagt werden. Am wahrscheinlichsten jedoch ist die Linie Geben-Lüllech. Gemeinsame Zeugennennungen, Ritterstand und die Vornamenstradition lassen darauf schließen, dass der als Geben und Lülche bezeichnete Johannes, der mit einer Tochter des Ritters Egelolf Kuechlin von Waldkirch verheiratet war, als Stammvater dieser Linie angesehen werden kann. Weiter muss angenommen werden, dass Johannes Schüser als Vogt des Urberger Klosters Oberried aus der Urberger-Linie stammen muss, aus der auch der Schwiegersohn des von Egelolf Küchlin selbst bezeichneten Lülche stammte.
Gisela Geben, die Tochter des Konrad Gebens, bezeichnete sich 1348 als „Gisèle Gebenin Johans Gebens Schuisers swester“. Demnach wäre die Linie dort anzusiedeln. Ob diese identisch mit der am 1. Februar 1307 als Witwe des Ritters Hugo Junior von Krotzingen genannten Gisela Gebin ist, muss dahingestellt bleiben.
Erster Namensträger war der um 1300 geborene Johann, der den Beinamen Schüser (1323, 1336) trug, sowie eine Tochter namens Gertrud hervor, welche am 5. Februar 1348 zusammen mit Margarete Toler und deren Schwester Klara eine Pfründe im St.-Marien-Magdalenen-Chörlein im Freiburger Münster stifteten.

Johann Schüser wurde 1356 als „Junker“ bezeichnet und war mit einer Tochter des Ritters Lütfried Atschier (Aetscher aus Freiburg) verheiratet. 1342 war er Vogt des Klosters Oberried, wo 1344 auch ein Jacob Geben als Mönch genannt wurde. Die Kinder des Johannes waren Rüdi (1352), Lütfrit (1343, 1348) und vermutlich die Töchter Clara und Agnes (genannt 1357). Lütfrit wurde ab 1357 als Ritter bezeichnet. 1378 wurde „her Lütfrit Schuser“ nach „her Stephan Geben“ als Mitglied des Rats von Freiburg genannt. Laut Kindler-Knobloch erschien er noch 1387 und starb 1391. Ein Ritter Ludwig Schuser wird in einer Urkunde vom 30. September 1377 genannt. Ob es sich dabei um einen Schreibfehler oder um Lütfrits Sohn handelt, ist nicht geklärt. Er oder sein Sohn werden unter den Gefallenen bei der Schlacht bei Sempach genannt.

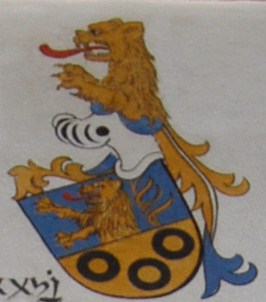
Schaller Wappen – Schlachtkapelle Sempach

 Neuere Forschungen zeigen, dass eventuell nicht Lütfried, sondern dessen Sohn oder jüngerer Bruder, Johannes genannt, 1357 bei Sempach fiel. So könnte es sich bei dem in der Schlachtkapelle in Sempach gezeigten Wappen des Johannes Schaller möglicherweise um einen Schreibfehler handeln und es das von Johannes Schueser ist. Dieses Schild weist keinerlei Bezug zum Basler Adelsgeschlecht der Schallers auf. Diese Theorie wird auch dadurch gestützt, dass dieser Johannes mit einer von Weitbruch (bei Haguenau) verheiratet war, wo bekanntlich der Geben’sche Nebenzweig der Herren von Hagenau ansässig war. Auch diese führten die Farben Blau und Gold in ihrem Wappen. Der schreitende Löwe im geteilten Schild entspricht wiederum jenem der Herren von Endingen, von denen das Geschlecht der Geben nachweislich abstammt, hin. Dies würde auch erklären, warum das Wappen der Geben-Schüser in der Schlachtkapelle fehlt. Dieser Johannes Schuesser hinterließ einen gleichnamigen Sohn, der erstmals 1393 urkundlich in Erscheinung trat, als er der Deutschordenskommende Beuggen Urfehde für dessen Gefangennahme auf der Burg Stein (Rheinfelden) schwor. Für ihn siegelten Henman von Hauenstein, der Mitgiftverwalter der Anna von Freiburg und Henman von Beuggen. In diesen Urkunden wird bereits überwiegend der spätere Familienname Schäfer, der zum Geschlechtsnamen wurde, verwendet. Dieser Zweig ließ sich später in der Grafschaft Hauenstein nieder. Johannes starb möglicherweise bei der Fehde der Herren von Schauenburg mit Bernhard von Baden. Sein wiederum gleichnamiger Sohn trat im Jahre 1465 wieder urkundlich in Erscheinung, als er einen Anteil für die Kirchenglocken zu Waldkirch (Waldshut-Tiengen) stiftete. Teile des ehemaligen Rittergutes Cronheim befinden sich im Besitz dieser Nebenlinie.

### Nebenlinie Bla-Geben
Diese Linie hatte ihren Sitz in Umkirch bei Freiburg. Söhne des „Blageben“ waren: Johannes oder „Henni Geben von Untkilch“, erwähnt 1339, tot 1361, und Heinrich Blageben, 1370 erwähnt als Gründungsmitglied der Gesellschaft von dem Stern.
Dieser Johannes ist wohl nicht gleichzusetzen mit dem Johannes Geben, der mit der Tochter des Ritters Lütrit Aetscher verheiratet war. Grund für diese Annahme ist eine Urkunde der Gisela Schüser vom 5. Februar 1345. Darin erwähnte sie lediglich Johannes Schüser als ihren Bruder, jedoch keinen Heinrich. Die Kinder des Umkircher Johannes waren:
- Egenolf (1357, 1385)
- Henni oder Hanmann (1355, 1371)
- Agnes (1359, 1361)
- Katharina (Tine, 1359, 1388),

Alle vier werden in einer Urkunde vom 26. Mai 1361 genannt, wo sie „uf die Hinterlassenschaft ihres Vetters, des Bruders Egnolf Geben selig des ordens der Minrenbruodere“ zu Gunsten ihres Vetters Blageben verzichten.
Heinrich Blageben war verheiratet mit Anna Meyer-Niessen (Witwe 1368, tot 1391). Aus dieser Ehe gingen folgende Kinder hervor: Heinrich Blageben (1368), Mitglied im Freiburger Adelsbund und 1388 Lehensmann der Herren von Uesenberg, und Katharina, verheiratet mit dem Herrn von Tottikofen. Es wird noch eine Katharina 1373 als Witwe des Konrad Küchlin erwähnt. Ob es sich dabei um dieselbe Katharina handelt, ist nicht zweifelsfrei geklärt.

### Von Hagenau
Johannes von Hagenau, Bürger von Freiburg, bewilligte am 11. August 1311 Graf Egen von Freiburg den Wiederverkauf von 3 Mark Zinses. Wohl dieser Johannes von Hagenowe und seine Ehefrau Katherine stifteten am 29. April 1325 die Hagenau-Pfründe im Münster in Freiburg. Der Edelknecht Heinrich Geben nannte 1413 Konrad von Hagenau seinen Bruder. Ein Cuonrat von Hagenow und ein Burkart von Hagenow erschienen als Gründungsmitglieder der Freiburger Adelsgesellschaft von dem Stern 1370. Ob der bei der Schlacht bei Sempach als gefallen gemeldete Johannes von Hagenau und der 1331 genannte „Niclaus von Hagenowe, commendur ze Andelach“ zu dieser Familie gehörten, ist nicht geklärt.

### Geben der Babst
Aus dieser 1326 und 1332 erwähnten Nebenlinie wird als solcher der Schwiegersohn Heinrich des Brechters bezeichnet.

### Geben-Sickstein (Sigstein)
Johann Geben genannt Sickstein erscheint urkundlich 1326 bis 1349 und dann 1350 bis 1359 als „der Aeltere“. 1353 war er zusammen mit Rudolf Geben, dem Münzmeister, Zeuge einer Stiftung des Johann der Malterer, des Schwiegervaters des Markgrafen Otto von Hachberg. Er war verheiratet mit Margarethe, die 1361 als Witwe bezeichnet wurde. Kindler von Knobloch erwähnt einen Sohn, der 1361 ohne Namen genannt wurde. Da Johann Geben ab 1350 als der Ältere bezeichnet wurde, ist anzunehmen, dass sein Sohn ebenfalls Johann hieß. Er hatte noch zwei weitere Brüder, Franz Geben der Sigstein, 1361 noch minderjährig, und Henni sowie eine Schwester Margaretha, die 1381 Rudolf Soler heiratete. Franz und Henni waren Mitglieder in der Freiburger Adelsgesellschaft von dem Stern. Gemeinsam mit den Herzögen von Österreich kaufte Franz Geben das Dorf Betzenhausen von Martin Malterer, verkaufte es jedoch bereits wieder am 25. Mai 1381 an die Stadt Freiburg. Verheiratet war er mit Anna von Ampringen. Franz starb zwischen 1382 und 1384. Henni Sickstein wurde 1365 und 1381 erwähnt. In einer Urkunde vom 22. Februar 1380 wird jedoch erwähnt, dass „Henni Sigstein der Junge, der leider von todes wegen abgegangen ist…“. Von der Linie mit dem Beinamen Sickstein erscheinen noch Afra oder Offer (1387), 1405 Nonne im Kloster St. Catharina, Anna (1385 und 1387), Belina (1387) und der Edelknecht Kaspar Sickstein (1401), Geben zum Meerwunder (1320), Gottfried von Schlettstadt (1329), Witwer von Agnes des Gebens Schwester, Cunze Geben (nach 1334), Wilhelm Geben (bis 1364) und Geben, 1330 des verstorbenen Konrad Geben Söhne, Catharina, Elisabeth, Gisela und Afra, des verstorbenen Konrad Geben Töchter 1343 und der Tuben Geben 1343. Im 16. Jahrhundert wurde eine Johanna von Syechstein als Ehegattin des Rufacher Vogts Hans Christof von Ramstein erwähnt der zuvor Vogt von Isenheim war. Zusammen hatten sie die Kinder Rudolf, geboren am 16. Oktober 1584, und Maria Jakobe, geboren am 27. April 1586.

### Nebenlinie Geben-Baner
Eine weitere Linie des Geschlechts führte den Beinamen Baner, wohl durch die Heirat in das Geschlecht der Bannier, das 1317 erstmals mit Heinrich Bannier als Ratsmitglied genannt wurde. Erster Geben mit diesem Beinamen war 1341 Franz Paner Geben Sigstein, als dessen Söhne Hanmann (1385, 1387, 1392, 1393 und 1398) und Geben genannt Geben Baner am 7. Juni 1395 den Dingrodel von Kirchzarten verkündeten, Letzterer bereits 1367 als Geben Baner urkundend. Hanmann Geben Baner nannte Paulus von Riehen seinen Onkel. Die Söhne des Geben Baner, der mit einer Haller verheiratet war und 1387 als Mitglied des Rats der Kaufleute genannt wurde, hießen Heinrich Geben und Hanman Geben (auch 1392 als Ratsmitglied genannt). Ludwig von Wickersheim, Henni Spieß und Johans der Malterer traten 1360 als des Geben Baners sel. Erben auf, was auf ein verwandtschaftliches Verhältnis zu diesen Familien aufzeigt.
Die Mutter der Edelknechte Geben Baner, Hans Banergeben und Heinrich Banergeben war Ursula von Kippenheim. Die Brüder nannten 1412 den Edelknecht Heinrich Banergeben ihren Vetter. Ob der 1429 im Gericht in Freiburg genannte Heinrich Baner mit diesem identisch war, kann nicht zweifelsfrei gesagt werden. Diesen aennte Claranna von Munzingen, die Gattin Walters von Falkenstein, 1438 ihren Onkel.
Die Geben Baner führten in ihrem Wappen eine Muschel. 1406 erschienen die Gebrüder Hans und Heinrich Banergeben, ferner ein Geben Baner, dessen Mutter Ursula von Kippenheim noch 1412 lebte, sowie Agnes Gebenin, Witwe des Anton Baldinger. Die Vettern Heinrich und Caspar Panergeben waren 1427 österreichische Lehensmannen und wurden von diesen mit „Stock, Haus und Geseß“ im Dorf Lehen belehnt. Peter Baner, genannt Geben, wurde 1453 für treue Dienste von den Herren von Hohengeroldseck mit dem Viertel des Zehnts in Sultzbechlin belehnt und war 1470 Amtmann der Herren von Geroldseck. Als Brüder alias Vettern erschienen:
- Melchior (1465) als österreichischer Lehensmann (1468). Verheiratet war er mit Ursula Roeder, er starb am 14. Juni 1500. Als Kinder dieser Ehe gingen Barbara, die mit dem Basler Bürgermeister Hans Werner von Flachslanden verheiratet war, und Margaretha hervor, die mit Russ von Reischach verheiratet war. Die Angaben Kindler-Knoblochs widersprechen sich bezüglich der Kinder aus dieser Ehe.
- Caspar, hatte einen Sohn Jakob Paner, genannt Geben. Dieser war 1495 Vogt zu Kirnberg und verheiratet mit Clara von Beyern, die nach seinem Tod mit Bastian von Landeck verheiratet war. Die Kinder Caspars waren Junker Jacob Panner, genannt Geybel (1495 Vogt von Kürnberg). Jacobs Erben waren Paulus Stoer (im Namen seines Sohnes Nicolaus Stoer), Hans Werner von Flachslanden namens seiner Kinder Margaretha Gebin, Gattin des Ruff von Reischach, sowie die „vesten“ Eglolf Roeder von Diersburg, Wolf Erlin und Jacob Wurmser, namens ihrer Hausfrauen.

Das Wappen der Paner-Geben war gleich dem von Schlettstadt: In Rot und auf dem Helm der Kopf und Hals eines silbernen Adlers mit goldenem Schnabel.

### Zusätzliche Beinamen
Es werden noch zahlreiche weitere Beinamen erwähnt die jedoch allem Anschein nach auf Personen mit weiteren Beinamen zurückzuführen sind. Dies sind:
- Henni Ratgeben (1383)
- Jacob Gebe (1435), Kirchherr und Dekan in Logelnheim (Oberelsass)
- Anna Gebin (1443), Gattin des Edelknechts Hanmann Zuende
- Heinrich Bannier (siehe Geben Baner)
- Banergeben (siehe Geben Baner)
- Münzgeben (Geben Münzmeister)

## Stammbaumversuch der Familie Geben
Der hier gezeigte Stammbaum kann nur als ein möglicher Versuch angesehen werden, der darüber hinaus die Komplexität der Familienverhältnisse darstellen soll. Alleine im 14. Jahrhundert gab es wohl neun verschiedene Personen mit dem Vornamen Johannes. Ähnlich verhält es sich mit dem Vornamen Konrad, der im 14. Jahrhundert mindestens sechsmal auftrat, obgleich er sich auf die Nebenlinie Münzmeister beschränkt. Häufig ist auch der Name Heinrich und die möglichen Abwandlungen davon wie Henni oder Henman. Insbesondere die Zuordnung der Nebenlinie Geben Schüser wirft Fragen einer möglichen weiteren Linie auf. So wird der Edelknecht und Vogt des Klosters Oberried, Johannes Geben Schüser, in einer Urkunde der Gisela Geben Schüser aus dem Jahr 1348 als deren Bruder bezeichnet, beide fehlen jedoch bei dem Verzicht auf den Erbanspruch bei den genannten Kindern des Johannes Geben von Umkirch. Kindler von Knobloch vermutet, dass diese beiden Kinder aus einer nicht standesgemäßen Ehe stammten. Dennoch wird Lütfrid, der Sohn des Johannes Geben Schüser, in Urkunden aus dem Jahre 1365 und 1374 als Ritter bezeichnet. Auch dessen gleichnamiger Sohn, der bei der 1386 bei der Schlacht bei Sempach fiel, wird unter den gefallenen Edelleuten genannt. Eine Gisela findet sich als Tochter des Konrad Geben, doch der Urkundenlage entsprechend hatte dieser keinen Sohn namens Johannes. Möglich sind folgende Annahmen:
- Johannes wurde gelegentlich lediglich als Geben bezeichnet und war Sohn des Konrad
- Johannes und Gisela waren Kinder des Johannes Geben von Umkirch, welche zum Zeitpunkt des Erbes bereits beide verstorben waren und deshalb in der besagten Urkunde von 1361 nicht mehr genannt werden.
- Johannes und Gisela Geben-Schüser und deren Vater, der Edelknecht Johannes Geben-Schüser, Vogt des Klosters Oberried, stammen aus einer noch älteren Nebenlinie.

Gebene (I.) et fratres sui 1236:
- Herr Geben (II.) 1264 im Rat von Freiburg ⚭ Tochter des Cuno von Arra von Umkirch???
  - Der alte Herr Geben (III.) 1280, 1286, (und sein Bruder)
    - Geben (IV.) der Junge 1291, 1299. Der Gebene am Kilchhofe 1291, 1307 (Das Haus „am Kilchhofe“ gehörte später dem Ritter Lütfried Geben-Schüser)
    - Gisela Gebin, 1. Februar 1307, Witwe des Ritters Hugo Junior von Krotzingen.[66]
    - Konrad (III.) 1310 „Cuonrat Geben unde Geben sinen swager“, 1313, Cunze Geben 1331,
      - Geben (V.) – Johannes? (VI.)(evtl. identisch mit Johannes IV. dem Vogt von Oberried), verkaufte 1329 eine Gült zu Biengen; 1330, Geben des verstorbenen Konrad Geben Sohn; Johannes oder Henni Geben von Untkilch 1339; „todt 1361“ und dessen Kinder:
        - Egenolf, 1357, „Johannes Geben seligen kint von Untkilch“ 1361, 1385,
        - Henni oder Hanmann 1355, „Johannes Geben seligen kint von Untkilch“ 1361,
        - Agnes, 1359, „Johannes Geben seligen kint von Untkilch“ 1361;
        - Katharina (Tine), 1359, „Johannes Geben seligen kint von Untkilch“ 1361, 1388,
        - Geben (VII.) der Barfüßer, 1359;
        - Herr Geben, ein Priester 1365, 1388;

      - Konrad (IV.) – Cunze Geben (nach 1334) des verstorbenen Konrad Gebens Sohn,
      - Wilhelm Geben (bis 1364) des verstorbenen Konrad Gebens Sohn,
      - Catharina, des verstorbenen Konrad Gebens Tochter 1343
      - Elisabeth, des verstorbenen Konrad Gebens Tochter 1343,
      - Gisela, des verstorbenen Konrad Gebens Tochter 1343, damit wohl identisch mit „Gisèle Gebenin Johans Gebens Schuisers swester“ (1345), dann wäre der Vorname des darin nur als Geben bezeichneten Sohnes Johannes,
      - Afra, des verstorbenen Konrad Gebens Tochter 1343.

  - Konrad (I.) Geben 1280, 1318 („Cuonrat gebene Gebene sin bruoder 1291“), seit 1292 Herr genannt, der große Geben 1320. Geben und Müllergeben 1283, 1297. Cuonrat Geben der Älteste 1315. Herr Konrad der älteste Geben 1318, 1319.
    - Konrad (II.) Müller Geben, des Müller Geben Sohn, 1297, 1302, 1319, „Cu°nrat Geben der alte“ 1319 ⚭ Margarethe 1331, († 28. Februar 1333).
      - Rudolf, Müller Geben der Münzmeister 1316, 1348, Rudolf Geben der Münzmeister 1330, 1334, 1336, 1338, 1339, 1341, Herr genannt 1343, ⚭ Schwester des Johannes Stroeffer.
        - Geben (VI.),
        - Stephan Geben vor 1345; seit 1351 Ritter, 1360 Lehen des Klosters Waldkirch, war 1364 Schultheiß in Freiburg und führte 1374, 1375 den Beinamen Münzmeister; „todt 1389“ ⚭ Degelin,
        - Heinrich Geben empfing 1389 die von seinem verstorbenen Vetter Petermann Geben reichenauischen Lehen in Mengen, welche er gemeinsam mit seinem Bruden Stephan an Else abtrat,
        - Stephan Geben. Stephan war 1400 Prior von St. Ulrich,
        - Else Gebin? ⚭ Gerhard von Krotzingen.

      - Burkard Geben, als Vetter desjenigen Geben bezeichnet, der Herrn Egenolf Kuechlins Tochtermann war, 1319, 1329; ⚭ Gerina, 1345.
        - Burkard, 1345, 1349,
        - Elsbeth, 1349 ⚭ Edelknechts Wilhelm von Brinsbach, und
        - Konrad (V), „Cuonrat Münzmeister der schriber“ 1358, 1359?, 1360?, „Cunrat Münzmeister der stetteschriber“ 1361, 1362, 1363, Geben Müntzmeister und Cunrat Müntzmeister, „der stette schriber“ 1361, 1370 ⚭ Else N. Das Siegel eines Mueller Geben zeigt im Schilde einen in der Mitte mit einer Rose belegten Pfahl,
        - Cunrat (VI.) Münzmeister, Cuonrat Muenzmeister, meister in arznie 1393, Cuonrat Muenzmeister, den arzat 1397, 1402[67]
          - Counrat (VII) von Hagnowe 1406, 1413 – identisch mit Cuonrat von Hagenau Mitglied im Freiburger Adelsbund 1370???
            - Evtl. Herr Jacob Gebe 1435 Kirchherr und Dekan zu Logelnheim im Oberelsaß,
            - Heinrich Geben 1406, Heinricus dictus Geben-Munczmeyster 1412, Edelknecht, 1422, nennt 1413 Konrad von Hagnau seinen Bruder.
              - Cuonrat (VIII) Muintzmeister 1434, 1451 Mitglied der Freiburger Gesellschaft zum Gauch ⚭ Else Griesser, 1457 Satzbürger von Freiburg; „Conrat Muinczmeister genant Frowenberg; Elsin Griesserin sin eliche froue“ 1459,
                - Anastasia Müntzmeisterin, „dicta de Tüslingen mater Agnetis de Tüslingen abbe“, 1479. († 8. Januar) ⚭ Edler von Tüslingen
                  - Agnes, 1509, 1510, 1512 und 1514, Äbtissin des Klosters Günterstal († 13. Januar)

      - Geben der Babst, 1326, 1332 ⚭ Tochter des Heinrich des Brechters 1363 – Geben Müntzmeister,
      - Johann (V.) Geben genannt Sickstein (Banner-Geben???; möglicherweise identisch mit Johannes Geben von Umkirch) 1326, 1349, der Ältere 1350, 1359, Johannes Geben der Sigstein 1356; seine Witwe Margarethe 1361; Kinder:
        - ein unbenannter Sohn (wahrscheinlich Johannes VII.), 1361,
        - 1341 Franz Paner Geben Sigstein (vermutlich † vor 1361) ⚭ Anna von Ampringen (Witwe 1384)
          - Franz Geben der Sigstein, 1361 noch minderjährig, 1370 Mitglied im Freiburger Adelsbund,
          - Henni Sigsteins „des Altern“ 1365, 1371; kaufte 1381 das Dorf Betzenhausen, lebte noch 1382 ⚭ Anna von Ampringen (Witwe 1384)
            - Afra oder Offer 1387, 1405 als Nonne zu S. Catharina,
            - Anna 1385, 1387, identisch mit Anna Gebin 1443, Gattin des Edelknechts Hanmann Zuende?,
            - Belina 1387,
            - Kaspar Sickstein, Edelknecht 1401

        - Margaretha, 1381 ⚭ Rudolf Soler,
        - Henni Sickstein der Jüngere, 1365, Mitglied im Freiburger Adelsbund († vor 22. Februar 1380)

    - Johann (II.) Geben, Johanniter in Freiburg, 1296,
    - Nicolaus Geben 1308,
    - Uolrich Geben, 1310

  - Peter Geben, der Münzmeister, 1289 ⚭ Schnewlin Im Hof[68]
    - Peterman, † 20. Januar vor 1389; seine reichenauischen Lehen in Mengen gingen nach seinem Tod an seinen Vetter Heinrich Geben

  - Jacob (Bruder von Peter dem Münzmeister), 1289
    - Jacob Geben, 1344 Mönch in Oberried

  - Johans Lülche (I.) (Geben), 1286 Ratsmitglied, Johannes der Lülleche (Lüllecher 1304, 1312; von Bondorf der Lülche 1307, der Lüleche Geben 1315) ⚭ Guota von Urberg, die 1333 erwähnt wurde und am 12. April 1336 starb. Sie war die Nichte des Johannes von Urberg, Gründer und Prior des Klosters Oberried. Ihre Kinder waren:
    - Johannes (III.) (genannt Lüleche, 1308 Geben genannt), Geben-Umkirch?, „Geben hern Egenolf Küchelines thoterman 1315“, „Geben hern Egenolf Kuechelins thoterman was“ 1319; Todestag 9. September[69] ⚭ Tochter des Egelolf Küchlin von Waldkirch
      - Gisela?,
      - Johann (IV.)[70] Begr, aus der Linie Schüser, Junker Johann (IV.) 1323, 1356, Johannes der Schürer 1331, Johannes Geben, „dem man sprichet der Schufer“ 1335, Johannes Geben der Schüser von Friburg 1336, Vogt des Klosters Oberried 1342, Johans Geben Schuiser 1348 ⚭ Tochter des Ritters Lütfried Aetscher (Escher). Deren Söhne waren:
        - Rudi (II.), 1352, und
        - Lütfried (I.) 1343, 1348, „her Luitfrit der Schuiser“ 1355, 1357, 1365, 1387, „todt“ 1391
          - Johannes, 1357[71]
          - Lütfried (II.) 1374 (Schäffrer, † 9. Juli 1386 Schlacht bei Sempach)⚭ Edle von Weitbruch
            - Johannes Scheffer (VIII.) (1393, 1399, 1400)
              - Johannes, spendet 1465 an die Kirchenglocken von Waldkirch (WT)
                - Heinrich, 1506
                  - Johannes, Vogt in Birkingen
                    - Johannes, Hanss Scheffer, 1525 Aktivist im Bauernkrieg, Einungsmeister in der Grafschaft Hauenstein

      - Clara, ledig 1357, lebte 1359,
      - Agnes, ledig 1357,
      - Heinrich Blageben??? (wird aber nicht als Sohn dieses Johannes aufgeführt, sondern lediglich Johannes, Clara und Agnes), 1345, 1357 „Heinricus et Johannes fratres dicti Schueder“, 1295 (Geben-Schüser?) ⚭ Anna Meyer Niessen, (Witwe 1368, „todt“ 1391)
        - Heinrich Blageben, 1368, im Bunde des Freiburger Adels 1370, Lehnsmann der Herren von Uesenberg 1388, lebte 1391, „todt“ 1392,
        - Katharina, Vermählte von Tottikofen,
        - Katharina (die Vorige?) 1368 Gattin, 1373 Witwe des Konrad Küchlin,
        - Egelolf Geben, ein Barfüßermönch

    - Friedrich, Fritsche Lüllech, 1324, 1345 Ratsmitglied, 1345, 1361, saß statt des Schultheißen zu Gericht 1360, er starb an einem 16. Februar.[72]
      - Friedrich Lüllech: Die Angabe des Todestags 28. August 1374, von Kindler von Knobloch muss sich demnach wohl auf seinen Sohn beziehen. Sein Siegel zeigt im gerandeten Schilde ein nach rechts gekehrtes Adlerbein.

    - Rudolf Lüllech, 1324, 1333, er starb am 10. Juli 1336,[73]
    - Oswald Lüllech, 1324, 1333 († 5. Februar,[74])
    - Agnes Lüllech, „todt“ 1336 evtl. identisch mit Agnes, des Gebens Schwester ⚭ Gottfried von Schlettstadt, 1329 Witwer,
    - Anna Lüllech ⚭ Oswald von Tottikofen, 1333 nach dem Vornamen ihres Gatten die Osweldin genannt, 1339, 1345,
    - Margaretha Lüllech, Klosterfrau in Günterstal, Todestag 7. Januar,
    - Elisabeth Lüllech, wie ihre Schwester Klosterfrauen in Günterstal.

## Nicht zuordenbar
- Geben, der Frau von Krotzingen Bruder, 1307 (möglicherweise Stephan oder Heinrich)
- In Villingen erschien 1315 als Bürgerin die Gebenin
- Geben zum Meerwunder 1320
- Der Tuben Geben 1343
- Hesse Münzmeister, 1356, möglicherweise identisch mit Burckhard jr.
- Henni Ratgeben 1383
- Bertholt Münzemeister, Todestag 6. Januar